# Carl Tausig

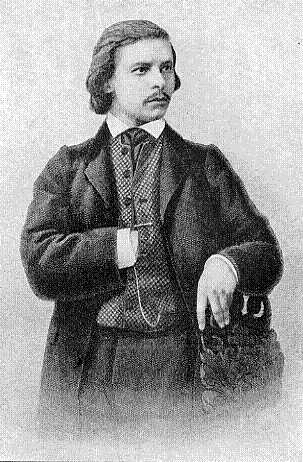
Carl Tausig

Carl (o Karl) Tausig (Varsavia, 4 novembre 1841 – Lipsia, 17 luglio 1871) è stato un pianista e compositore polacco.

## Biografia
Il padre Aloys fu un valente pianista, allievo del grande Sigismund Thalberg, e concertista in Germania e in Russia. Dal 1855 Tausig lasciò l'insegnamento del padre per continuare lo studio del pianoforte con Franz Liszt a Weimar, diventando in breve uno dei suoi allievi più brillanti.
Iniziò l'attività concertistica nel 1856, esibendosi in seguito in grandi città come Berlino, Parigi e nella sua nativa Varsavia. Sposatosi nel 1864 con la pianista Seraphine von Vrabely (1841-1931), fondò a Berlino nel 1866 una prestigiosa scuola di perfezionamento per giovani pianisti. 

## Opere
La sua tecnica era considerata dallo stesso Liszt come vicina alla perfezione, ma la critica musicale coeva ci informa anche delle sue qualità musicali, specialmente nel repertorio dei compositori della prima generazione romantica.
Oggi Tausig è ricordato soprattutto per le sue trascrizioni pianistiche da opere di grandi compositori, tra cui Bach, Beethoven, Weber e Wagner. Notevole influenza sulla tradizione pianistica europea ebbero anche le sue opere didattiche, come i 2 Études de concert e i Tägliche Studien.